# Phylloscopus sarasinorum
Phylloscopus sarasinorum là một loài chim trong họ Phylloscopidae.